# DKW RT 125 (1949–1957)
Die DKW RT 125 ist ein Motorrad der Auto Union GmbH. Das Modell ist ein Nachbau der von 1940 bis 1944 gebauten DKW RT 125, dessen Konstruktion nach dem Ende des Zweiten Weltkriegs nicht mehr geschützt (a) war und von verschiedenen Herstellern in mehreren Ländern nachgebaut wurde.
Neben anderen Motorrädern der Marke DKW baute das Unternehmen in Ingolstadt drei sich geringfügig unterscheidende RT-Modelle mit 125-cm³-Motoren. Die Abkürzung RT in Verbindung mit dem Markennamen DKW steht für Reichstyp, verweist auf die erfolgreichen Vorkriegsmodelle RT 100 und RT 125 und zeigt gleichzeitig die Verwandtschaft zur restlichen Motorrad-Modellpalette der Auto Union.

## Geschichte und Modellentwicklung

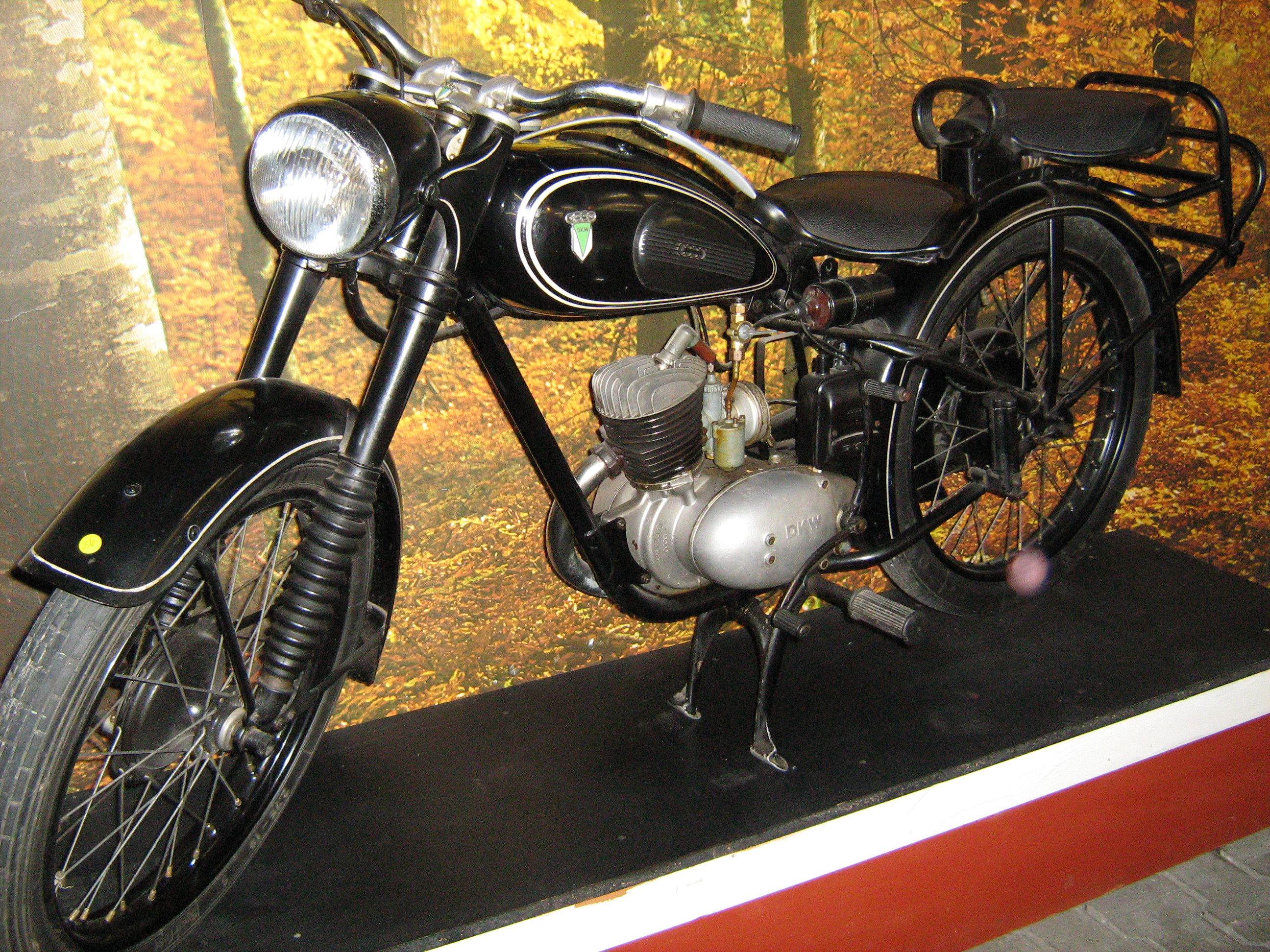
DKW RT 125/2, Bj. 1952

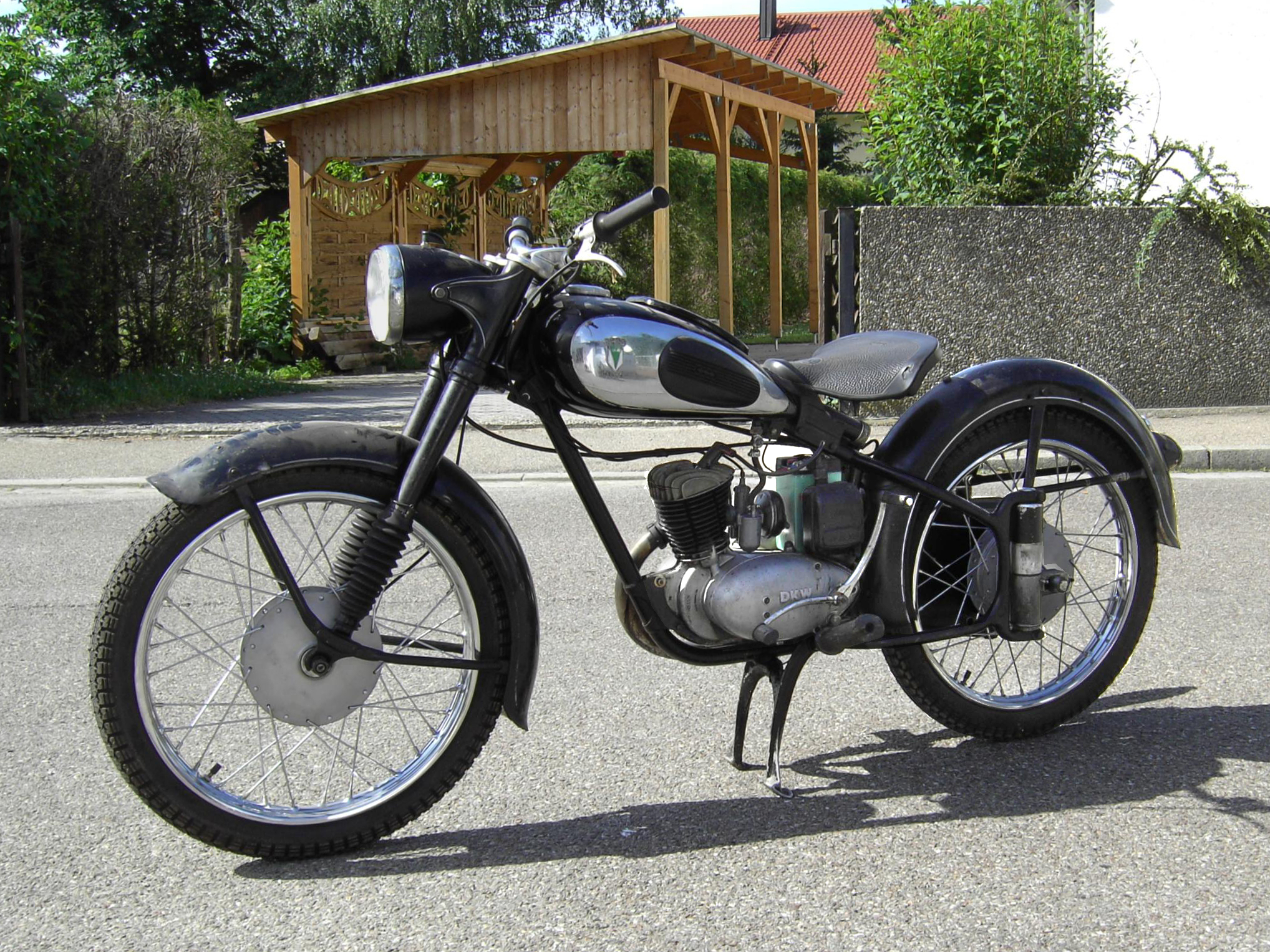
DKW RT 125/2H, Bj. 1956, unrestauriert

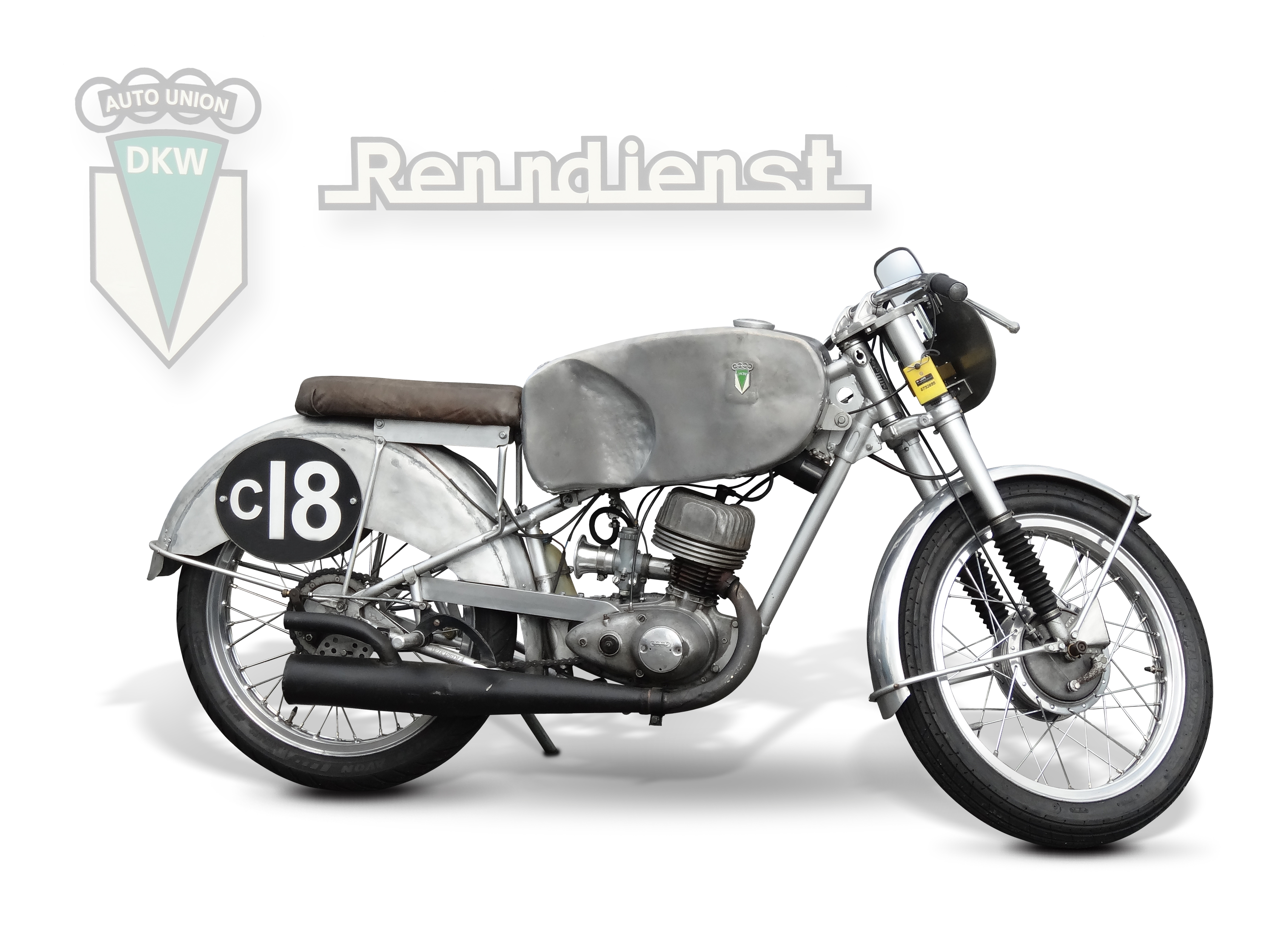
Eine DKW RT 125, Baujahr 1951, eingesetzt im historischer Rennsport (2013)

### Allgemeines
Von 1951 bis zur Einstellung der Produktion 1957 war die RT 125 die beliebteste und meistgekaufte Maschine ihrer Klasse – 1952 war nahezu jede zweite zugelassene Achtellitermaschine in der Bundesrepublik Deutschland eine RT 125. Ein Grund dafür war ihre Wirtschaftlichkeit: niedrige Steuern (24 DM/Jahr), der geringe Verbrauch von 2,3 l/100 km und der Kaufpreis von damals rund 980 DM, zu dem allerdings ab Herbst 1951 ein gesondert ausgewiesener „Teuerungszuschlag“ von 65 DM kam – so wurde die erste Preiserhöhungswelle nach der Währungsreform gehandhabt.

### RT 125 W
Bei der in Ingolstadt neu gegründeten Auto Union GmbH begann 1949 die Produktion der im Vergleich zum Vorkriegsmodell nur leicht veränderten DKW RT 125 W. Das W stand für West, um eine deutliche Abgrenzung zur ebenfalls ab 1949 in der DDR hergestellten IFA-DKW RT 125 zu kennzeichnen. Beide Modelle glichen sich als Nachbauten des Vorkriegsmodells zwar stark, allerdings war das IFA-Modell im Gegensatz zur RT 125 W bereits mit Hinterradfederung und Steckachsen ausgestattet.
Die Fahrgestellnummern begannen zur Abgrenzung zum Vorkriegsmodell mit 010 001. Ein weitverbreiteter Irrglaube ist jedoch, dass die Fahrgestellnummern mit 000. 001 beginnen. Tatsächlich wurden demnach tatsächlich nur rund 25.200 Maschinen mit Parallelogrammgabel hergestellt. Im Juli 1950 wurde bereits die 10.000 Maschine hergestellt.
Gegenüber dem Vorkriegsmodell wurde die Sattelfederung verändert, der Tachometer ins Lampengehäuse eingebaut und das Werkzeugfach in den Tank verlegt. Bis Ende 1950 hatten die Modelle noch Parallelogrammgabeln mit Gummibandfederung, ab 1951 hydraulisch gedämpfte Teleskopgabeln. Das Leergewicht stieg dadurch von ursprünglich 73,5 kg auf 83 kg (1952).

### RT 125/2 (RT 125/2a)
1952 erfolgte die erste Modellpflege. Zunächst erhielten die Modelle einen größeren Vergaser, wodurch die Motorleistung auf 5,7 PS (4,2 kW) stieg. Die Bezeichnung lautete zunächst RT 125/2a. Im Verlauf desselben Jahres gab es noch weitere Änderungen und das a in der Bezeichnung entfiel. Es wurden ein geänderter Kettenkasten sowie größere Bremsnaben eingebaut. Der Tachometerantrieb wurde von der Vorder- an die Hinterradnabe, das Zündschloss vom Batteriekasten in das Scheinwerfergehäuse und das Lenkerschloss von der rechten auf die linke Seite verlegt, so dass bei abgesperrtem Lenker auch der gegenüber der Mitte versetzt angeordnete Tankdeckel abgedeckt wird. Außerdem erhielt der Hinterradkotflügel zusätzliche Verstrebungen. Als Sonderausstattung waren verchromte Felgen, ein seitlich verchromter Benzintank (vorher schwarz) und gegen einen Aufpreis von 90,00 DM eine Jurisch-Hinterradfederung erhältlich. Bei den letzten Ausführungen der RT 125/2 wurde die Leistung mit einer höheren Verdichtung (6,1 : 1) und einer neu entwickelten Auspuffanlage auf 6,4 PS (4,7 kW) gesteigert.
Das Leergewicht stieg trotz Hinterradfederung nur geringfügig auf 84 kg.

### RT 125/H
Im Zuge einer weiteren und rückblickend letzten Modellpflege erhielten die ab 1954 gebauten Modelle serienmäßig eine Geradweg-Hinterradfederung mit hydraulischer Dämpfung sowie Vollnabenbremsen mit 150 mm Durchmesser. Ein Hinweis auf die Hinterradfederung ist die Bezeichnung RT 125/2 H. Der Motor mit 6,4 PS (4,7 kW) wurde von der 125/2 übernommen. Das Verdichtungsverhältnis stieg mit einem neuen Zylinderkopf auf 6,3 : 1, die Höchstgeschwindigkeit auf 92 km/h. Der Preis erhöhte sich mit der Modellpflege und die RT kostete nun je nach Ausstattung 1045 bis 1225 DM.

## Technische Daten im Vergleich
|                       | RT 125 W | RT 125/2 (RT 125/2a)                                               | RT 125/H                                                  |
| --------------------- | --- | ------------------------------------------------------------------ | --------------------------------------------------------- |
| Baujahre              | Nov. 1949 bis Apr. 1952 (bis Fahrgestellnr: 46 564 872)                                                            | Mai 1952 bis Okt. 1956 (bis Fahrgestellnr: 46 607 148)             | März 1954 bis Aug. 1957 (bis Fahrgestellnr: 46 718 663)   |
| Motor                 | fahrtwindgekühlter Einzylinder-Zweitaktmotor, Kickstarter                                                          | fahrtwindgekühlter Einzylinder-Zweitaktmotor, Kickstarter          | fahrtwindgekühlter Einzylinder-Zweitaktmotor, Kickstarter |
| Steuerung             | Schlitzsteuerung                                                                                                   | Schlitzsteuerung                                                   | Schlitzsteuerung                                          |
| Ladungswechsel        | Umkehrspülung | Umkehrspülung                                                      | Umkehrspülung                                             |
| Bohrung × Hub         | 52 × 58 mm | 52 × 58 mm                                                         | 52 × 58 mm                                                |
| Hubraum               | 123 cm³ | 123 cm³                                                            | 123 cm³                                                   |
| Verdichtung           | 5,9 : 1 | 6,1–6,3 : 1                                                        | 6,1–6,3 : 1                                               |
| Nennleistung          | 4,75 PS (3,5 kW) bei 5000/min                                                                                      | 5,7 PS (4,2 kW) bei 5400/min; später: 6,4 PS (4,7 kW) bei 5600/min | 6,4 PS (4,7 kW) bei 5600/min                              |
| max. Drehmoment       | n. b. | 8,48 Nm                                                            | n. b.                                                     |
| Gemischaufbereitung   | Bing-Einschiebersteckvergaser 1/16/18 (1/16/36)                                                                    | Bing-Einschiebersteckvergaser 1/20/20 (1/20/25)                    | Bing-Einschiebersteckvergaser 1/20/20 (1/20/25)           |
| Schmierung            | Zweitaktgemisch 1 : 25                                                                                             | Zweitaktgemisch 1 : 25                                             | Zweitaktgemisch 1 : 25                                    |
| Zündung               | Batteriezündung, kontaktgesteuert                                                                                  | Batteriezündung, kontaktgesteuert                                  | Batteriezündung, kontaktgesteuert                         |
| Lichtmaschine         | 6 V – 35/45 W | 6 V – 35/45 W                                                      | 6 V – 35/45 W                                             |
| Bordspannung          | 6 V | 6 V                                                                | 6 V                                                       |
| Kupplung              | Mehrscheibenkupplung im Ölbad                                                                                      | Mehrscheibenkupplung im Ölbad                                      | Mehrscheibenkupplung im Ölbad                             |
| Getriebe              | 3-Gang mit Fußschaltung                                                                                            | 3-Gang mit Fußschaltung                                            | 3-Gang mit Fußschaltung                                   |
| Endantrieb            | Rollenkette | Rollenkette                                                        | Rollenkette                                               |
| Rahmen                | geschlossener Stahlrohrrahmen                                                                                      | geschlossener Stahlrohrrahmen                                      | geschlossener Stahlrohrrahmen                             |
| Maße (L × B × H)      | 1985 × 655 × 880 mm                                                                                                | 1980 × 660 × 880 mm                                                | 1950 × 660 × 880 mm                                       |
| Radstand              | 1260 mm | 1268 mm                                                            | 1268 mm                                                   |
| Sitzhöhe              | 670 mm | 660 mm                                                             | 660 mm                                                    |
| Radaufhängung vorn    | Fahrgestell-Nr. 010 001 bis 35 199: Parallelogrammgabel mit Gummibändern; ab Fahrgestell-Nr. 35 200: Teleskopgabel | Teleskopgabel                                                      | Teleskopgabel                                             |
| Radaufhängung hinten  | Starrrahmen | Starrrahmen optional: Jurisch-Federung                             | Teleskop-Geradwegfederung                                 |
| Felgengröße vorn      | Drahtspeichenrad, 1,50 × 19″                                                                                       | Drahtspeichenrad, 2,00 × 19″                                       | Drahtspeichenrad, 2,00 × 19″                              |
| Felgengröße hinten    | Drahtspeichenrad, 1,50 × 19″                                                                                       | Drahtspeichenrad, 2,00 × 19″                                       | Drahtspeichenrad, 2,00 × 19″                              |
| Bereifung vorn        | bis Fahrgestell-Nr. 40 090: 2,50–19″; ab Fahrgestell-Nr. 40 091: 2,75–19″                                          | 2,75–19″                                                           | 2,75–19″                                                  |
| Bereifung hinten      | bis Fahrgestell-Nr. 40 090: 2,50–19″; ab Fahrgestell-Nr. 40 091: 2,75–19″                                          | 2,75–19″                                                           | 2,75–19″                                                  |
| Bremse vorn           | Innenbacken-Trommelbremse, Ø 125 mm (Halbnabe)                                                                     | Innenbacken-Trommelbremse, Ø 140 mm (Halbnabe)                     | Innenbacken-Trommelbremse, Ø 150 mm (Vollnabe)            |
| Bremse hinten         | Innenbacken-Trommelbremse, Ø 125 mm (Halbnabe)                                                                     | Innenbacken-Trommelbremse, Ø 140 mm (Halbnabe)                     | Innenbacken-Trommelbremse, Ø 150 mm (Vollnabe)            |
| Leergewicht           | mit Parallelogrammgabel: 73,5 kg; mit Teleskopgabel: 83 kg                                                         | 84 kg                                                              | 84 kg                                                     |
| zul. Gesamtgewicht    | mit Parallelogrammgabel: 224 kg; mit Teleskopgabel: 240 kg                                                         | 234 kg                                                             | 234 kg                                                    |
| Tankinhalt            | 9,5 l (Reserve: 1,5 l)                                                                                             | 9,5 l (Reserve: 1,5 l)                                             | 9,5 l (Reserve: 1,5 l)                                    |
| Höchstgeschwindigkeit | 76 km/h | 83 km/h ;ab Fahrgestell-Nr. 46 597 500: 92 km/h                    | 92 km/h                                                   |
| Stückzahl             | mit Parallelogrammgabel: rd. 25.200 mit Teleskopgabel: rd. 30.600                                                  | rd. 61.600                                                         | rd. 22.350                                                |

## Trivia
1951 befuhr ein Stuttgarter Journalist mit einer serienmäßigen RT 125 W die Zugspitze auf der Strecke der Bayerischen Zugspitzbahn.
Eine in Italien von S.p.A. Motauto Bologna unter Lizenz hergestellte RT 125 wurde unter dem Namen DKW 125 Lusso/MS verkauft. Dieses Motorrad zeichnet sich durch ein verändertes Design mit anderer Teleskopgabel, M-Lenker, und eine Hinterradschwinge aus. Die Maschine erhielt zudem einen Aprilia-Scheinwerfer und eine Giuliari-Sitzbank. Der Motor bekam einen Zylinder der DKW-Rennsportabteilung mit einem größeren Leichtmetallzylinderkopf. Die Leistung stieg auf über 7 PS in Verbindung mit einem Dell’Orto-UB-20S- bzw. UB-22S-Rennvergaser.